# Níjnie Atxalukí
Níjnie Atxalukí (en rus: Ни́жние Ачалуки́) és un poble de la República d'Ingúixia, es troba a la vora del riu Atxaluk, el 2019 tenia 5.431 habitants.